# 1971 في اليابان
فيما يلي قوائم الأحداث التي وقعت خلال عام 1971 في اليابان.

## سياسة

### تعيين في المنصب
- 4 يوليو – موريهيرو هوسوكاوا عضو مجلس المستشارين.

## الأحداث
- 2 يناير - نشوب حريق في استراحة ريوكان تقليدية بواكاياما مما أدى إلى مقتل 16 شخص وإصابة 15 آخرين.[1]
- 4 مارس - تصادم قطار محلي انطلق من عند بحيرة كاواغوتشي متجهاً إلى أوتسوكي مع شاحنة في خط فوجيكو في فوجيوشيدا بمحافظة ياماناشي ما أدى إلى مقتل 17 شخص وإصابة 69 شخصاً آخر.
- 27 أبريل - اندلاع حريق غابات كبير في كورشي بمحافظة هيروشيما ما تسبب بمقتل 18 عامل إطفاء.
- 3 يوليو - تحطم طائرة خطوط توا الجوية الداخلية الرحلة 63 بعد اصطدامها بجبل يوكوتسو في هاكوداته بهوكايدو ومقتل جميع الركاب الـ68 الذين كانوا على متنها.
- 20 يوليو - افتتاح أول فرع لمطاعم ماكدونالدز للوجبات السريعة في اليابان بمنطقة غينزا بطوكيو.
- 30 يوليو - تصادم طائرة من نوع بوينغ 727 تابعة لخطوط كل اليابان الجوية مع طائرة مقاتلة يابانية ما أدى إلى مصرع 162 شخص.
- 25 أكتوبر - اصطدام قطارين على خط كينتيتسو أوساكا في هاكوسان (الآن تسو) ببمحافظة ميه ما أدى إلى مقتل 25 شخصاً وإصابة 227 آخرين.

## أفلام
من الأفلام التي صدرت هذه السنة في اليابان:
- 1 يناير – حيوانات جزيرة الكنز من إخراج هيروشي إيكيدا  [لغات أخرى]‏.

## برامج ومسلسلات وأنمي
- لمياء وتابعها شيكو

## مواليد

### يناير
- 1 يناير – هوسويا يوي إتشي
- 5 يناير – تاكاشي كوشيموتو
- 13 يناير – يوشيهيتو ياماج لاعب كرة قدم ياباني.
- 18 يناير – مقتل جونكو فوروتا
- 19 يناير – هيدتويو واتاناب لاعب كرة قدم ياباني.
- 26 يناير – هيديكي ناغاي لاعب كرة قدم ياباني.
- 30 يناير – ريوإيتشي فوكوشيغي لاعب كرة قدم ياباني.
- 31 يناير – ياسو ماناكا لاعب كرة قدم ياباني.

### فبراير
- 6 فبراير – مانا إندو لاعبة كرة مضرب يابانية.
- 14 فبراير – ماساكي توكودومي متسابق دراجات نارية ياباني.
- 22 فبراير – إتسكو كوزاكورا
- 23 فبراير – أتسشي كيسايتشي

### مارس
- 13 مارس – تسوتومو نيشينو لاعب كرة قدم ياباني.
- 14 مارس – ياسويوكي كاسي
- 15 مارس – نوريو تاكاهاشي لاعب كرة قدم ياباني.
- 24 مارس – ماساو أزوما متسابق دراجات نارية ياباني.
- 29 مارس – هيدتوشي نيشيجيما ممثل ياباني.

### أبريل
- 2 أبريل – ماكوتو هاسيغاوا لاعب كرة سلة ياباني.
- 7 أبريل – شينيا هاغيهارا لاعب كرة قدم ياباني.
- 8 أبريل – إيهإيج ساتو لاعب كرة قدم ياباني.
- 9 أبريل – شوكيتشي ساتو لاعب كرة قدم ياباني.
- 9 أبريل – ياسويوكي إيواساكي لاعب كرة قدم ياباني.
- 10 أبريل – هيروكازو أوتا لاعب كرة قدم ياباني.
- 11 أبريل – ياسونوبو تشيبا لاعب كرة قدم ياباني.
- 12 أبريل – تاكاكو كاتو لاعبة كرة سلة يابانية.
- 18 أبريل – توموهيرو كاتانوساكا لاعب كرة قدم ياباني.
- 23 أبريل – شيكتوشي هاسيب لاعب كرة قدم ياباني.

### مايو
- 2 مايو – شو تاكومي
- 5 مايو – هاجيمي تاباتا
- 12 مايو – نايومي ناجاساوا مؤدّية صوت يابانية.
- 20 مايو – كييوشي ناكامورا لاعب كرة قدم ياباني.
- 20 مايو – يوج ناريياما لاعب كرة قدم ياباني.
- 24 مايو – هيروميتسو هوريإيكي لاعب كرة قدم ياباني.
- 31 مايو – كينيتشيرو توكورا لاعب كرة قدم ياباني.

### يونيو
- 3 يونيو – ماساشي شيمامورا لاعب كرة قدم ياباني.
- 4 يونيو – شوجي ميغورو
- 10 يونيو – تاداشي ناكامورا لاعب كرة قدم ياباني.
- 10 يونيو – نوبوتاكا تاناكا لاعب كرة قدم ياباني.
- 11 يونيو – تاكيهيتو سودزكي لاعب كرة قدم ياباني.
- 11 يونيو – كينجيرو تسودا
- 12 يونيو – ميتسوهيرو كاواموتو لاعب كرة قدم ياباني.
- 13 يونيو – ياسوشي ميدزساكي لاعب كرة قدم ياباني.
- 18 يونيو – يوشيوكي شينودا لاعب كرة قدم ياباني.
- 19 يونيو – كيجي تشيبا لاعب كرة قدم ياباني.
- 21 يونيو – ماساهيدي كاواموتو لاعب كرة قدم ياباني.
- 24 يونيو – كيجو كاراشيما لاعب كرة قدم ياباني.
- 28 يونيو – توشيهيرو يوشيمورا لاعب كرة قدم ياباني.
- 29 يونيو – جونكو نودا
- 30 يونيو – كيونوب أوكاجيما لاعب كرة قدم ياباني.

### يوليو
- 11 يوليو – شوجي كاتو
- 15 يوليو – أكيرا ياناغاوا متسابق دراجات نارية ياباني.
- 15 يوليو – كويتشي توغاشي لاعب كرة قدم ياباني.
- 19 يوليو – ناوكي سوما لاعب كرة قدم ياباني.
- 27 يوليو – تيتسويا تاناكا لاعب كرة قدم ياباني.

### أغسطس
- 3 أغسطس – كازواكي تزاكا لاعب كرة قدم ياباني.
- 3 أغسطس – كوز هوسوكاوا لاعب كرة قدم ياباني.
- 7 أغسطس – يوجي أويدا ممثل ياباني.
- 8 أغسطس – كينيتشي سوقانو لاعب كرة قدم ياباني.
- 9 أغسطس – جنجي غوتو لاعب كرة قدم ياباني.
- 13 أغسطس – كازويوكي كويا لاعب كرة قدم ياباني.
- 16 أغسطس – دإي ساتو لاعب كرة قدم ياباني.
- 20 أغسطس – ريكيا كاوامي لاعب كرة قدم ياباني.
- 26 أغسطس – تاكيهيسا ساكاموتو لاعب كرة قدم ياباني.
- 28 أغسطس – أتسوشي إينابا
- 30 أغسطس – هيروكي هاتوري لاعب كرة قدم ياباني.
- 31 أغسطس – ماساتو أوتاكي لاعب كرة قدم ياباني.
- 31 أغسطس – نوبواتسو أوكي متسابق دراجات نارية ياباني.

### سبتمبر
- 8 سبتمبر – يوإيتشي كاجياما لاعب كرة قدم ياباني.
- 10 سبتمبر – تومو ساكوراي
- 12 سبتمبر – آية يوشيدا
- 14 سبتمبر – تاكاشي شوجي لاعب كرة قدم ياباني.
- 19 سبتمبر – إيميكو هاغيوارا مؤدّية صوت يابانية.
- 22 سبتمبر – أكيهيتو توكوناغا
- 23 سبتمبر – كينجي ماتسودا
- 26 سبتمبر – كاورو موروتا مؤدّية صوت يابانية.
- 30 سبتمبر – توموهيرو تسوبوي

### أكتوبر
- 2 أكتوبر – تاكيو هارادا لاعب كرة قدم ياباني.
- 2 أكتوبر – هيرويوشي كوواهارا لاعب كرة قدم ياباني.
- 4 أكتوبر – توشييا فوجيتا لاعب كرة قدم ياباني.
- 4 أكتوبر – تيتسورو يوكي لاعب كرة قدم ياباني.
- 4 أكتوبر – هيرويوكي إيمايشي
- 6 أكتوبر – شينجي كاوادا
- 11 أكتوبر – إيمي موتوي مؤدّية صوت يابانية.
- 16 أكتوبر – تاكاشي أونيشي لاعب كرة قدم ياباني.
- 20 أكتوبر – كويتشي توتشيكا مؤدّي صوت ياباني.
- 21 أكتوبر – تاتسويا موريشيك لاعب كرة قدم ياباني.
- 23 أكتوبر – كريس هورنر درّاج طريق من الولايات المتحدة الأمريكية.
- 25 أكتوبر – ماسامي إيواساكي مؤدّي صوت ياباني.
- 27 أكتوبر – كويتشي سوقياما لاعب كرة قدم ياباني.

### نوفمبر
- 9 نوفمبر – تاكو واتاناب لاعب كرة قدم ياباني.
- 14 نوفمبر – توشياكي توكيأوكا لاعب كرة قدم ياباني.
- 19 نوفمبر – توشيهيرو ياماغوتشي لاعبو كرة قدم يابانيون.
- 26 نوفمبر – أكيرا ناراهاشي لاعب كرة قدم ياباني.

### ديسمبر
- 7 ديسمبر – يوشيهيسا هيرانو ملحن ياباني.
- 9 ديسمبر – دايسوكي إيشيهارا لاعب كرة قدم ياباني.
- 15 ديسمبر – ميوا ماتسوموتو مؤدّية صوت يابانية.
- 18 ديسمبر – تاكاهيرو شيموتايرا لاعب كرة قدم ياباني.
- 18 ديسمبر – نوريكو ماتسودا ملحنة يابانية.
- 25 ديسمبر – يوجي شينكاوا رسام توضيحي ياباني.
- 28 ديسمبر – ماكيكو ويوشيما مؤدّية صوت يابانية.

## وفيات

### سبتمبر
- 21 سبتمبر – كويتشي كودو (مواليد 1909) لاعب كرة قدم ياباني.

### أكتوبر
- 21 أكتوبر – ناويا شيغا (مواليد 1883) كاتب ومؤلف ياباني.

### ديسمبر
- 20 ديسمبر – شيغيوشي سوزوكي (مواليد 1902) لاعبو كرة قدم يابانيون.